# 全軍破敵：競技場
《全軍破敵：競技場》是一款正在測試中的策略遊戲，由Creative Assembly開發、並交由「戰遊網發行聯盟」進行發行，將會是系列產品中第一款免費遊玩的遊戲。《全軍破敵：競技場》將完全專注於線上多人連線、混合即時策略與多人連線對戰元素。遊戲強調功能包含10對10玩家戰鬥，每名玩家最高可控制三個單元，每個單元最高包含一百名戰士。
2016年11月，戰遊網、Sega與Creative Assembly宣布成為策略夥伴。《全軍破敵：競技場》將會透過「戰遊網發行聯盟」於全球（不包含中國）發行。
2018年11月22日，WG/CA宣布因競技場Beta達不到預期的期望，將於2019年2月22日關閉伺服器停止運營。
2020年9月23日，网易宝船代理發行全面战争：竞技场。

## 外部連結
- 官方网站